# Johan Palmstruch
Pour les articles homonymes, voir Palmstruch.
Johan Palmstruch (1611-1671), marchand hollandais d'origine lettone, fut le fondateur de la Banque de Stockholm, qui devient en 1668 la Banque de Suède.

## Biographie
Né à Riga le 13 juin 1611, Johan (et nommé Hans) Palmstruch était l'un des fils d'un riche marchand hollandais, Reinhold Witmacker, qui avait fui le duc d'Albe et s'était installé à Riga au début du XVIIe siècle. Sa femme, Anna Bielska, est issue d'une famille ruthène en Lituanie. il se rendit à Amsterdam où il se retrouva dès 1639, à l'âge de 28 ans, sous les verrous pour insolvabilité, ses créanciers redoutant une fuite à l’étranger avant qu’il eût honoré ses dettes, le jeune homme affirmant qu'il ne manque pas de moyens, alors qu'il est soupçonné de pratiquer l'espionnage économique. Après quelques années dans la prison de la ville, il a été transféré en Octobre 1642 à la prison Voorpoort à la Haye moins sévère avec les débiteurs.
En 1649, il devient membre du conseil national du commerce en Suède, pendant le règne de Christine de Suède.
En 1651, les frères Witmacker ont été anoblis en reconnaissance des services de leur père, et ont changé leur nom en Palmstruch.
Le 30 novembre 1656, il reçut le privilège royal de fonder la Banque de Stockholm, disposant d'un statut public : la moitié des bénéfices revient à l’État, la banque prélevant les droits de douane et les accises.
De 1660 à 1697, Charles XI de Suède gouverne en multipliant les réformes financières. Dès 1660, le cuivre est dévalué de 17 % par rapport aux daalders d’argent. La banque fut harcelée de clients les réclamant, pour les revendre au prix du métal. Palmstruch demanda l’autorisation d’émettre des billets de crédit ou kreditsvedlar, convertibles en lingots de cuivre. Ce sont les premiers billets de banque en Europe. Cependant, Palmstrutch, réalisant que peu de gens demandent réellement des lingots de cuivre en échange des billets, commence à émettre des billets de banque sans réserve. C'est-à-dire qu'il y avait plus de valeur de billets de banque en circulation que de lingots dans les réserves du banquier. Évidemment, il en abuse et se retrouve dans une situation dans laquelle on lui demande des lingots qu'il n'a pas. C'est la première crise bancaire. C'est ce qui va amener à la création d'une banque centrale suédoise en 1668.
Une première émission eut lieu en 1661. Les billets les plus connus sont ceux de 1666, nommés Palmstruchers.